# Пеньяроль (баскетбольный клуб)
«Пеньяроль» — аргентинский профессиональный баскетбольный клуб из города Мар-дель-Плата. Один из титулованных клубов Южной Америки. Выступает в чемпионате Аргентины.

## Игроки

### Текущий состав и закреплённые номера
| Состав команды на сезон 2016/2017 | Состав команды на сезон 2016/2017 | Состав команды на сезон 2016/2017 | Состав команды на сезон 2016/2017 | Состав команды на сезон 2016/2017 | Состав команды на сезон 2016/2017 |
| Пеньяроль                         | Пеньяроль                         | Пеньяроль                         | Пеньяроль                         | Пеньяроль                         | Пеньяроль                         |
|                                   | Номер                             | Гр.                               | Имя                               | Рост                              |                                   |
| --------------------------------- | --------------------------------- | --------------------------------- | --------------------------------- | --------------------------------- | --------------------------------- |
|                                   | 4                                 | Argentina !                       | Алехандро Диас                    | 2.00 м                            |                                   |
|                                   | 10                                | Argentina !                       | Гутьеррес, Леонардо               | 2.01 м                            |                                   |
|                                   | 21                                | Argentina !                       | Торрес, Хуан Мануэль              | 2.10 м                            |                                   |
|                                   | 22                                | USA !                             | Кеннеди Уинстон                   |                                   |                                   |
|                                   | 24                                | Argentina !                       | Франко Гиоргиетти                 |                                   |                                   |
|                                   | 30                                | Argentina !                       | Хуан Пабло Фигероа                |                                   |                                   |
|                                   | 32                                | USA !                             | Петтигрю, Стеффон                 | 1.96 м                            |                                   |
|                                   | 34                                | USA !                             | Крис Мосс                         | 2.04 м                            |                                   |
|                                   | 35                                | Argentina !                       | Роберто Акуна                     |                                   |                                   |
|                                   | 75                                | Argentina !                       | Томас Монакки                     |                                   |                                   |
|                                   | 77                                | Argentina !                       | Пабло Валентинусси                |                                   |                                   |
|                                   | 91                                | Chile !                           | Себастьян Суарес                  |                                   |                                   |

| Тренерский штаб на сезон 2016/2017 | Тренерский штаб на сезон 2016/2017 | Тренерский штаб на сезон 2016/2017 | Тренерский штаб на сезон 2016/2017 | Тренерский штаб на сезон 2016/2017 | Тренерский штаб на сезон 2016/2017 |
| Пеньяроль                          | Пеньяроль                          | Пеньяроль                          | Пеньяроль                          | Пеньяроль                          | Пеньяроль                          |
|                                    | Должность                          | Гр.                                | Имя                                | Рост                               |                                    |
| ---------------------------------- | ---------------------------------- | ---------------------------------- | ---------------------------------- | ---------------------------------- | ---------------------------------- |
|                                    | гл. тренер                         | Argentina !                        | Марсело Рикотти                    |                                    |                                    |
|                                    | асс. тренера                       | Argentina !                        | Хуан Мануэль Гатти                 |                                    |                                    |

| Закрепленные номера БК «Пеньяроль» |                          |         |                             |                   |
| N°                                 | Игрок                    | Позиция | Играл в                     | номер закреплен   |
| 8                                  | Пабло Себастьян Родригес | РЗ      | 1994-98, 1999—2003, 2004-11 | 23 ноября 2011 г. |

### Известные игроки
- Андрес Носиони
- Леонардо Гутьеррес
- Милош Бабич

## Достижения

### Внутренние
- Чемпионат Аргентины по баскетболу (5): 1993-94, 2009-10, 2010-11, 2011-12, 2013-14
- Кубок Аргентины (1): 2010
- Торнео Супер 8 (4): 2006, 2009, 2011, 2013
- Кубок Десафио (2): 2007, 2010

### Международные
- Лига ФИБА Америка (2): 2007-08, 2009-10
- Торнео ИнтерЛигас (2): 2010, 2012

## Индивидуальные достижения

### Олимпийская сборная
- Леонардо Гутьеррес — 2004 , 2008
- Серхио Эрнандес (как тренер) — 2008